# Малостуденецкое сельское поселение
Малостудене́цкое се́льское поселе́ние — муниципальное образование в Сасовском районе Рязанской области России.

## История
Образовано в результате муниципальной реформы 2006 г. на территории Малостуденецкого сельского округа (центр Малый Студенец) — с возложением административного управления на село Малый Студенец.

## Население
| 2010 | 2012 | 2013 | 2014 | 2015 | 2016 | 2017 |
| ---- | ---- | ---- | ---- | ---- | ---- | ---- |
| 668  | ↘630 | ↘595 | →595 | ↘577 | ↘568 | ↘543 |
| 2018 | 2019 | 2020 | 2021 |      |      |      |
| ↘529 | ↘524 | ↘513 | ↗567 |      |      |      |

## Административное устройство
Образование и административное устройство сельского поселения определяются законом Рязанской области от 07.10.2004 № 96-ОЗ.
Границы сельского поселения определяются законом Рязанской области от 08.12.2008 № 189-ОЗ.
С 01.03.2009 по 14.09.2014 главой поселения был Ванин Сергей Николаевич.

## Населённые пункты
В состав сельского поселения входят 6 населённых пунктов:
| Населённый пункт | Статус  | Население, человек | Год  | % от населения поселения | Расстояние до центра поселения, км | Расстояние до райцентра, км | Примечание |
| ---------------- | ------- | ------------------ | ---- | ------------------------ | ---------------------------------- | --------------------------- | ---------- |
| Большой Студенец | деревня | 65                 | 2010 | 9.7                      | 1                                  | 17                          |            |
| Малый Студенец   | село    | 572                | 2010 | 85.6                     | —                                  | 18                          |            |
| Пятаково         | деревня | 17                 | 2010 | 2.5                      | 7                                  | 18                          |            |
| Серовское        | деревня | 4                  | 2014 | 0.6                      | 4                                  | 19                          |            |